# Cladonota inflatus
Cladonota inflatus är en insektsart som beskrevs av Fowler. Cladonota inflatus ingår i släktet Cladonota och familjen hornstritar. Inga underarter finns listade i Catalogue of Life.